# Anieș
Anieș – wieś w Rumunii, w okręgu Bistrița-Năsăud, w gminie Maieru. W 2011 roku liczyła 1763 mieszkańców.